# Паскаль Греггорі
Паска́ль Шарль Греггорі́ (фр. Pascal Charles Greggory; нар. 8 вересня 1954, Париж, Франція) — французький актор, сценарист. Триразовий номінант на премію «Сезар». .

## Біографія та кар'єра
Паскаль Греггорі народився 8 вересня 1954 року у Парижі у протестантській родині промисловця Шарля-Іва Грегоррі та Жаклін Деруре. З 12-ти років Паскаль співав у хорі на сцені паризької Опери («Тоска» та «Кармен») та виконував «дитячі ролі» у театрі. В цей же час відвідуваа курси акторської майстерності Жана Перімоні, щоб поступити до Національної Консерваторії драматичного мистецтва. Іспити до Консерваторії у 1973-м Паскаль Греггорі провалив, але керівник курсу — відомий театральний режисер Антуан Вітез — дозволив йому навчатися як вільному слухачеві.
У кіно Паскаль Греггорі дебютував в 1975 році у стрічці Жана-Луї Бертучеллі «Доктор Франсуаза Гайян» («Docteur Francoise Gailland») і відтоді зіграв близько 80 ролей в кіно й на телебаченні. Знімався у таких відомих режисерів, як Андре Тешіне, Ерік Ромер, Анджей Жулавський, Олів'є Даан та ін.
Після знайомства у 1987 році з відомим театральним та кінорежисером Патрісом Шеро, грав ролі у його театральних постановках та знявся у п'яти його кінофільмах. За роль у фільмі Шеро «Ті, хто мене любить, поїдуть потягом» (1994) Паскаля Греггорі вперше було номіновано на премію «Сезар» за найкращу чоловічу роль. Актора ще двічі було номіновано на «Сезара» — у 2001-му як найкращого актора за роль у фільму «Змішення жанрів» та у 2008 за найкращу чоловічу роль другого плану у байопіку про Едіт Піаф Олів'є Даана «Життя у рожевому кольорі», — але нагороди Греггорі так і не отримав.

## Особисте життя
Паскаль Греггорі відкритий гей. Перебував у стосунках з режисером Патрісом Шеро та з письменником і фотографом Франсуа-Марі Баньє.

## Фільмографія (вибіркова)
| Рік       |    | Українська назва                     | Оригінальна назва                              | Роль                                        |
| --------- | -- | ------------------------------------ | ---------------------------------------------- | ------------------------------------------- |
| 1975      | ф  | Доктор Франсуаза Гайян               | Docteur Françoise Gailland                     |                                             |
| 1977      | ф  | Мадам Клод                           | Madame Claude                                  | Фредерік                                    |
| 1978      | ф  | Полум'я                              | Flammes                                        | Поль, батько Барбари                        |
| 1979      | ф  | Сестри Бронте                        | Les soeurs Brontë                              | Бренуелл Бронте                             |
| 1980      | тф | Катерина з Хейльбронна               | Catherine de Heilbronn                         | Фредерік Веттер / граф де Страль            |
| 1982      | ф  | Чехарда                              | Chassé-croisé                                  | Жульєн                                      |
| 1982      | ф  | Вигідна партія                       | Le beau mariage                                | Ніколя                                      |
| 1982      | ф  | Злочин пристрасті                    | Le crime d'amour                               | Марк Дюмон                                  |
| 1982      | ф  | Поліна на пляжі                      | Pauline à la plage                             | П'єр                                        |
| 1983      | тф | За указом короля                     | Par ordre du Roy                               | кавалер де Ганже (епізод «Маркіз ангелів»)  |
| 1983      | ф  | Жаби                                 | Grenouilles                                    | Мігель                                      |
| 1985      | ф  | Капосник у підв'язках                | La nuit porte jarretelles                      |                                             |
| 1986      | тф | Нам — прекрасні неділі               | À nous les beaux dimanches                     | Бертран де Лурме                            |
| 1988      | с  | Шевальє де Пардайон                  | Le chevalier de Pardaillan                     | Шарль де Валуа                              |
| 1988      | ф  | Синя піраміда                        | Les pyramides bleues                           | Шарль                                       |
| 1988      | ф  | Колір вітру                          | La couleur du vent                             | Сімоні                                      |
| 1989      | тф | Ігри суспільства                     | Les jeux de société                            |                                             |
| 1990      | тф | Гамлет                               | Hamlet                                         | Фортінбрас / Франсіско                      |
| 1991—2003 | с  | Нестор Бурма                         | Nestor Burma                                   | Морено                                      |
| 1992      | тф | У крузі першому                      | The First Circle                               | Артур Сіромака                              |
| 1992      | ф  | Мавританська вілла                   | Villa Mauresque                                | Вінсент                                     |
| 1992      | тф | Час і кімната                        | Le temps et la chambre                         | Олаф                                        |
| 1993      | ф  | Дерево, мер і медіатека              | L'arbre, le maire et la médiathèque            | Жульєн Дешаме, мер                          |
| 1993      | ф  | Жага золота                          | La soif de l'or                                | Жан-Луї Огер                                |
| 1993      | ф  | Чекати корабель                      | Attendre le navire                             |                                             |
| 1994      | ф  | Королева Марго                       | La reine Margot                                | Анжу                                        |
| 1995      | тф | Слова, які розривають                | Des mots qui déchirent                         | Франсуа Руссо                               |
| 1995      | тф | Дитина у спадок                      | L'enfant en héritage                           | Фредерік Шомберг                            |
| 1995      | с  | Ріка надії                           | La rivière Espérance                           | Александр Дютіль                            |
| 1996      | тф | Ема Сорель — Перше завдання          | Emma — Première mission                        | Гратський                                   |
| 1997      | ф  | Війна Люсі                           | Lucie Aubrac                                   | Гарді                                       |
| 1998      | ф  | Ті, хто мене любить, поїдуть потягом | Ceux qui m'aiment prendront le train           | Франсуа                                     |
| 1998      | ф  | Зона                                 | Zonzon                                         | Франскі                                     |
| 1999      | ф  | Віднайдений час                      | Le Temps retrouvé                              | Сен-Луп                                     |
| 1999      | ф  | Жанна д'Арк                          | Jeanne d'Arc                                   | герцог Алансонський                         |
| 2000      | ф  | Вірність                             | La fidélité                                    | Клів                                        |
| 2000      | ф  | Чому одружуються у день кінця світу? | Pourquoi se marier le jour de la fin du monde? |                                             |
| 2000      | ф  | Суміш жанрів                         | La confusion des genres                        | Ален Бауман                                 |
| 2001      | ф  | Ангел                                | Un ange                                        | Сарафян Закарі                              |
| 2002      | ф  | Осине гніздо                         | Nid de guêpes                                  | Луї                                         |
| 2002      | ф  | Життя обітоване                      | La Vie promise                                 | Джошуа                                      |
| 2002      | ф  | 24 години з життя жінки              | 24 heures de la vie d'une femme                | гравець казино                              |
| 2003      | ф  | Раджа                                | Raja                                           | Фред                                        |
| 2003      | тф | Федра                                | Phèdre                                         | Тесей                                       |
| 2004      | тф | Чоботи                               | Les bottes                                     | Філіп Пейрак                                |
| 2004      | ф  | Арсен Люпен                          | Arsène Lupin                                   | Теофраст Люпен                              |
| 2005      | ф  | Габрієль                             | Gabrielle                                      | Жан Арві                                    |
| 2006      | ф  | Асистентка                           | La tourneuse de pages                          | мосьє Фошекор                               |
| 2006      | ф  | Вибачите мене                        | Pardonnez-moi                                  | Домінік, батько                             |
| 2007      | ф  | Життя у рожевому кольорі             | La môme                                        | Луїс Бар'єру                                |
| 2007      | ф  | Франція                              | La France                                      | лейтенант                                   |
| 2007      | ф  | Замуровані у стін                    | Walled In                                      | Малестрацца                                 |
| 2008      | ф  | Собача ніч                           | Nuit de chien                                  | Оссоріо                                     |
| 2008      | ф  | Кохана Клара                         | Geliebte Clara                                 | Роберт Шуман                                |
| 2009      | ф  | Бал актрис                           | Le bal des actrices                            | Паскаль Греггорі                            |
| 2009      | ф  | Нічого особистого                    | Rien de personnel                              | Філіп Мюллер                                |
| 2010      | ф  | Солодке зло                          | L'enfance du mal                               | Анрі ван Ейк                                |
| 2010      | ф  | Шлюб утрьох                          | Le mariage à trois                             | Огюст                                       |
| 2010      | ф  | Далеко по сусідству                  | Quartier lointain                              | Тома Верна / Зорн (дорослий)                |
| 2010      | ф  | Ребекка А.                           | Rebecca H. (Return to the Dogs)                | Жером Еррі                                  |
| 2011      | ф  | Прощавай, блондинко                  | Bye Bye Blondie                                | Клод                                        |
| 2012      | тф | Осінній сон                          | Rêve d'automne                                 | людина                                      |
| 2013      | тф | Єврейський кардинал                  | Le métis de Dieu                               | Альберт Декультрей                          |
| 2014      | ф  | Портрет художника                    | Le dos rouge                                   | Паскаль                                     |
| 2014      | ф  | Моя подруга Вікторія                 | Mon amie Victoria                              | Ліонель Савіне                              |
| 2016      | ф  |                                      | Tout de suite maintenant                       | ректор Паредес                              |
| 2019      | ф  | Френкі                               | Frankie                                        | Майкл                                       |
| 2022      | ф  |                                      | Un beau matin                                  | Георг                                       |
| 2023      | ф  | Жанна Дюбаррі                        | Jeanne du Barry                                | Еманюель-Арман де Він'єро дю Плессі-Рішельє |

## Визнання
Від липня 2004 року Паскаль Греггорі є кавалером Ордена Почесного легіону.
| Рік                                         | Категорія                     | Фільм                                | Результат |
| ------------------------------------------- | ----------------------------- | ------------------------------------ | --------- |
| Премія «Сезар»                              |                               |                                      |           |
| 1999                                        | Найкращий актор               | Ті, хто мене любить, поїдуть потягом | Номінація |
| 2001                                        | Найкращий актор               | Суміш жанрів                         | Номінація |
| 2008                                        | Найкращий актор другого плану | Життя у рожевому кольорі             | Номінація |
| Золота зірка кіно                           |                               |                                      |           |
| 1999                                        | Найкращий актор-новачок       | Ті, хто мене любить, поїдуть потягом | Перемога  |
| Кінофестиваль фантастичних фільмів у Пухоні |                               |                                      |           |
| 2000                                        | Найкращий актор               | Чому одружуються у день кінця світу? | Перемога  |